# Yukiji Asaoka
Yukiji Asaoka (朝丘 雪路, Asaoka Yukiji), née le 23 juillet 1935 dans l'arrondissement de Chūō à Tokyo et morte le 27 avril 2018 dans la même ville, est une chanteuse et actrice japonaise.

## Biographie
Asaoka fait partie de la revue Takarazuka de 1952 à 1955. Elle a été membre de la distribution (musumeyaku) de la troupe Lune (« Tsuki »). Célèbre pour ses rôles dans des séries télévisées japonaises, elle paraît face à Shintarō Katsu à la fois dans un film de la série Zatoichi et dans le premier film de la trilogie Hanzō the Razor (en). Elle est, cependant, surtout connue en tant que chanteuse. Elle est aussi seiyū dans l'anime Mes voisins les Yamada réalisé en 1999 par Isao Takahata.

### Vie privée
Yukiji Asaoka est la fille d'Itō Shinsui, renommé peintre de style shin hanga de xylographie, son second mari est l'acteur Masahiko Tsugawa.

## Filmographie partielle
- 1955 : Jazu musume kanpai (ジャズ娘乾杯?) d'Umetsugu Inoue
- 1956 : Odoru matenrō (踊る摩天楼?) de Yoshitarō Nomura
- 1958 : Me no kabe (眼の壁?) de Hideo Ōba
- 1959 : Aru rakujitsu (ある落日?) de Hideo Ōba
- 1960 : Arashi o yobu gakudan (嵐を呼ぶ楽団?) d'Umetsugu Inoue
- 1960 : taiyō o idake (太陽を抱け?) d'Umetsugu Inoue
- 1961 : Nyōbō gakkō (女房学校?) d'Umetsugu Inoue
- 1964 : Irezumi totsugekitai (いれずみ突撃隊?) de Teruo Ishii
- 1964 : Dokonjō monogatari : Zubutoi yatsu (ど根性物語 図太い奴?) de Kazuo Mori
- 1964 : Akumyō daiko (悪名太鼓?) de Kazuo Mori
- 1967 : La Légende de Zatoïchi : La Route sanglante (座頭市血煙り街道, Zatōichi chikemuri kaido?) de Kenji Misumi
- 1969 : Nemuri Kyōshirō akujogari (眠狂四郎悪女狩り?) de Kazuo Ikehiro
- 1972 : Goyōkiba (御用牙?) de Kenji Misumi
- 1978 : Kaerazaru hibi (帰らざる日々?) de Toshiya Fujita
- 1982 : Daiamondo wa kizutsukanai (ダイアモンドは傷つかない?) de Toshiya Fujita
- 1982 : C'est dur d'être un homme : Le Conseiller (男はつらいよ 花も嵐も寅次郎, Otoko wa tsurai yo: Hana mo arashi mo Torajirō?) de Yōji Yamada : Momoe
- 1983 : Meisō chizu (迷走地図?) de Yoshitarō Nomura
- 1986 : Za samurai (ザ・サムライ?) de Norifumi Suzuki
- 1995 : Kura (蔵?) de Yasuo Furuhata : Masae Tanimura
- 2008 : Jirōchō sangokushi (次郎長三国志?) de Masahiko Tsugawa

## Doublage
- 1999 : Mes voisins les Yamada (ホーホケキョ　となりの山田くん, Hōhokekyo tonari no Yamada-kun?) de Isao Takahata : Matsuko
- 2013 : Le Conte de la princesse Kaguya (かぐや姫の物語, Kaguya-hime no monogatari?) de Isao Takahata : Kitanokata